# 之禾
之禾（ICICLE）又稱之禾集团，是中華人民共和國一家服装品牌，由上海迪嘉服饰有限公司運營，1997年成立於上海，在上海和巴黎均設有總部。
2005年，之禾在上海松江區投资建设工厂。2013年，之禾買下了巴黎的一處房產，同年還從韩国凯捷公司手中收购了一间位于江苏海门的工厂。2017年，之禾集团入驻巴黎辦公。2018年，之禾在巴黎開設零售中心。2018年10月，之禾收购法國服裝品牌CARVEN。2019年，上海临港·之禾时尚产业园项目在临港松江科技城开工。同年在巴黎開設全球旗舰店。截至2020年，之禾在中華人民共和國共有276间门店。

## 外部連結
- 官方网站